# Docteur Némésis
James Bradley, alias Docteur Némésis (Doctor Nemesis) est un super-héros évoluant dans l'univers Marvel de la maison d'édition Marvel Comics.
Dérivé d'un personnage de l'âge d'or des comics de l'éditeur Ace Magazines apparu pour la première fois dans le comic book Lightning Comics #6 en avril 1941, Marvel Comics a réaffecté ce personnage dans son univers, à partir du comic book Invaders (vol. 2) #1 en mai 1993, scénarisé par Roy Thomas et dessiné par Dave Hoover (en).
Un autre personnage, Michael Stockton, apparu dans le comic book Marvel Feature #4 en mai 1973, se nomme lui aussi « Docteur Némésis ». Il s'agit là d'un ennemi du héros Hank Pym.

## Biographie du personnage

### Origines
On ignore beaucoup du passé du Docteur Némésis, hormis le fait qu'il est orphelin. C'est pourtant l'un des premiers mutants.
Le jeune médecin généraliste James Bradley travailla vers la fin des années 1930 avec le Professeur Phineas T. Horton sur le développement d'un androïde, la Torche Humaine originelle (Human Torch). Les deux scientifiques ne réussirent pas à localiser d'où venait la combustion spontanée du robot en contact de l'air, et Horton, à court d'argent demanda trop vite une conférence de presse en 1939 pour présenter son invention. L'exposition fut un désastre et les journalistes présents qualifièrent l'androïde de menace.
Bradley coupa les ponts avec Horton et partit de son côté travailler sur son propre androïde.
Vers la fin de 1940, Bradley acheva son projet et il lança Volton, le robot humain, super-héros de la Seconde Guerre mondiale (de 1941 à 1942). En parallèle, Bradley devint lui aussi un justicier masqué la nuit, sous le nom de Docteur Némésis. Il travaillait le jour dans un hôpital de New York.  
En 1942, Bradley fut approché par les Nazis qui voulaient former un groupe de méta-humains. Il devint alors Doctor Death et il recruta le Météore Humain, Strongman, l'acrobate Spider Queen et sa propre création Volton, formant ainsi le groupe Nazi Battle-Axis. Les membres ne partageaient pas toutes les idées du Reich mais combattirent les États-Unis pour diverses raisons. Secrètement, Doctor Death travailla sur le projet Mojave, destiné à provoquer des séismes sur la côte ouest et déstabiliser l'économie des États-Unis.
Le 22 juin 1942, Battle-Axis fit une apparition publique en protégeant un sous-marin allemand des Invaders. Les deux équipes devinrent dès lors de farouches ennemis.
Doctor Death captura la Balle Bleue (John Goldstein) et son frère Jacob, et les força à travailler sur le projet Mojave. Jacob, sous l'apparence du Golem fut obligé de servir les Nazis. Les Invaders attaquèrent la base secrète de Death, et la Balle Bleue fut abattu par Sky Shark. Alors qu'il allait démarrer l'appareil sismique, il en fut empêché par Volton, qui avait découvert ses origines. Namor détruisit la machine, et Bradley fut laissé pour mort.
Il retourna à New York dans la plus grande discrétion, et reprit son identité de Docteur Némésis, combattant le crime jusqu'à la fin de la guerre. À la victoire des États-Unis, il partit s'installer en Argentine pour pourchasser les scientifiques Nazis s'y étant réfugiés.

### Membre du X-Club
Des décennies plus tard, Bradley fut approché par le Fauve (Hank McCoy) qui comptait faire repartir le gène X, à la suite du M-Day. Refusant tout d'abord, il accepta de rejoindre McCoy dans son équipe scientifique, avec le canadien Madison Jeffries.
Il voyagèrent dans le temps, avec pour mission d'obtenir des échantillons génétiques des parents des futurs premiers mutants. Les parents de l'un d'eux étaient en fait les siens. Son père était un brillant inventeur qui aida les héros venus du futur à combattre le Club des Damnés à San Francisco. Sa femme, enceinte, mourut avant le terme, et c'est Bradley qui délivra son futur lui-même.
Le plan du X-Club échoua et ils ne purent obtenir les informations recherchées. Ne pouvant retourner dans le futur, ils furent aidés par le Céleste Rêveur qui les enferma dans une capsule de cryostase cachée sous San Francisco. 90 ans plus tard, ils émergèrent et retrouvèrent les X-Men, pour qui il ne s'était écoulé que quelques jours.

### Dark Reign
Dans l'arc narratif Dark Reign, le Docteur Némésis aida les X-Men à libérer le Fauve et le Professeur Xavier, capturés par Norman Osborn durant son « Règne sombre ».
Après l'arrivée de Cable et de Hope Summers, le Club-X fut piégé par Bastion et Graydon Creed, mais ils parvinrent à leur échapper.

### Empyre
Lors de l'arc narratif Empyre (en), les extraterrestres Cotati (en) envahissent la Terre, décidés à y éradiquer toute vie animale. Docteur Némésis combat l’Homme-plante avec l’aide de la Vision et de Luke Cage.

## Pouvoirs et capacités
Le Docteur Némésis est un mutant ayant un système immunitaire avancé, le protégeant des maladies et retardant son vieillissement. Vieux d'un siècle, il en parait moitié moins.
- Cobaye de ses propres expériences, Némésis modifia sa carte génétique et ses organes visuels pour que ses yeux atteignent un niveau surhumain. Il peut repérer les anomalies génétiques (comme les clones) à 200 mètres et voir à travers la chair.
- C'est un véritable génie dans plusieurs domaines : médecine, chimie, biologie, génétique, robotique.
- Il est armé de deux pistolets à fléchette hypodermique, contenant divers narcotiques.

Dans sa jeunesse, il a développé un sérum de vérité.